# Список номинантов и лауреатов премии «Золотая маска» 1998 года
«Золотая маска» — российская национальная театральная премия и фестиваль. «Золотая маска» была учреждена Союзом театральных деятелей России (СТД РФ) в 1993 году (в некоторых источниках назван 1994 год) по инициативе народного артиста СССР М. А. Ульянова (председатель СТД РФ в 1986—1996 годах) и при участии его заместителя В. Г. Урина и драматурга В. В. Павлова.

## Лауреаты и события фестиваля «Золотая маска» 1998 года
4-й фестиваль «Золотая маска» прошёл в Москве с 25 февраля по 9 марта. Для участия в фестивале экспертный совет отобрал одиннадцать драматических спектаклей, пять оперных, два балета и четыре кукольных представления. В каждом жанре была установлена основная номинация «За лучший спектакль» и несколько частных.

### Номинанты премии «Золотая маска» 1998 года
Состав экспертного совета фестиваля: Вадим Гаевский (критик), Ольга Глазунова (заведующая тв. отдела СТД РФ), Марина Давыдова (театральный критик), Марина Дмитревская (театральный критик), Ольга Егошина (театральный критик), Григорий Заславский (театральный критик), Татьяна Кузовлева (балетовед), Ирина Мягкова (театральный критик), Анна Некрылова (искусствовед), Марина Нестьева (искусствовед), Алексей Парин (критик), Наталия Полякова (заведующая тв. отдела СТД РФ), Ярослав Седов (обозреватель), Анатолий Смелянский (театральный критик), Наталья Старосельская (театральный критик).
Таблица номинантов составлена на основании официального опубликованного списка, с группировкой по спектаклям.
Легенда:
  — Спектакль номинирован в номинации «Лучший спектакль»

«–» — Этот аспект спектакля не номинирован
| Драма                                                                                        | Драма                      | Драма                      | Драма                               | Драма                                | Драма                      |
| -------------------------------------------------------------------------------------------- | -------------------------- | -------------------------- | ----------------------------------- | ------------------------------------ | -------------------------- |
|                                                                                              |                            |                            |                                     |                                      |                            |
| Спектакль/номинации                                                                          | лучший спектакль           | лучшая работа режиссёра    | лучшая женская роль                 | лучшая мужская роль                  | лучшая работа художника    |
|                                                                                              |                            |                            |                                     |                                      |                            |
| «Бумбараш» Театр юного зрителя «СамАрт», Самара                                              | зелёная ✓                  | Адольф Шапиро              | –                                   | –                                    | Юрий Хариков               |
| «Варвар и еретик» Театр «Ленком», Москва                                                     | зелёная ✓                  | Марк Захаров               | Инна Чурикова (Антонида Васильевна) | Александр Абдулов (Алексей Иванович) | –                          |
| «Вишнёвый сад» Театр «Около дома Станиславского», Москва                                     | зелёная ✓                  | Юрий Погребничко           | –                                   | –                                    | –                          |
| «Войцек» Театр имени Ленсовета, Санкт-Петербург                                              | зелёная ✓                  | Юрий Бутусов               | –                                   | –                                    | –                          |
| «Гроза» Театр юного зрителя, Москва                                                          | зелёная ✓                  | Генриетта Яновская         | Эра Зиганшина (Кабаниха)            | –                                    | Сергей Бархин              |
| «Есть ли жизнь на Марсе?» Театр имени К. С. Станиславского, Москва                           | –                          | –                          | –                                   | Пётр Мамонов                         | –                          |
| «Живой труп» Театр драмы, Омск                                                               | зелёная ✓                  | Владимир Петров            | –                                   | Валерий Скорокосов (Федор Протасов)  | Март Китаев                |
| «Зойкина квартира» театр «Красный факел», Новосибирск                                        | зелёная ✓                  | Олег Рыбкин                | –                                   | Юрий Дроздов (Аметистов)             | –                          |
| «Луна для пасынков судьбы» Театр на Литейном, Санкт-Петербург                                | зелёная ✓                  | Клим                       | Ольга Самошина (Джози)              | Михаил Разумовский (Тайрон)          | –                          |
| «После репетиции» Театр имени А. П. Чехова, Москва                                           | –                          | –                          | Наталья Тенякова (Ракель)           | Сергей Юрский                        | –                          |
| «Пьеса без названия» Академический Малый драматический театр — Театр Европы, Санкт-Петербург | зелёная ✓                  | Лев Додин                  | –                                   | Сергей Курышев (Платонов)            | –                          |
| «Пять вечеров» Театр на Малой Бронной, Москва                                                | –                          | –                          | Надежда Маркина (Тамара)            | –                                    | –                          |
| «Три сестры» Театр имени А. П. Чехова, Москва                                                | зелёная ✓                  | Олег Ефремов               | –                                   | –                                    | Валерий Левенталь          |
| «Чайка» Театр драмы, Минусинск                                                               | зелёная ✓                  | Алексей Песегов            | –                                   | –                                    | –                          |
|                                                                                              |                            |                            |                                     |                                      |                            |
| Специальные премии                                                                           |                            |                            |                                     |                                      |                            |
|                                                                                              |                            |                            |                                     |                                      |                            |
| Специальная премия жюри                                                                      | Олег Ефремов               | Олег Ефремов               | Олег Ефремов                        | Олег Ефремов                         | Олег Ефремов               |
| Премия «Приз критики»                                                                        | «Луна для пасынков судьбы» | «Луна для пасынков судьбы» | «Луна для пасынков судьбы»          | «Луна для пасынков судьбы»           | «Луна для пасынков судьбы» |

| Опера                                                                                              | Опера            | Опера                             | Опера                         | Опера                                                         | Опера                  |
| -------------------------------------------------------------------------------------------------- | ---------------- | --------------------------------- | ----------------------------- | ------------------------------------------------------------- | ---------------------- |
| |                  |                                   |                               |                                                               |                        |
| Спектакль/номинации                                                                                | лучший спектакль | лучшая работа режиссёра           | лучшая женская роль           | лучшая мужская роль                                           | лучшая работа дирижёра |
| |                  |                                   |                               |                                                               |                        |
| «Веселая вдова» Театр «Московская оперетта», Москва                                                | –                | –                                 | Елена Зайцева (Ганна Главари) | –                                                             | –                      |
| «Евгений Онегин» Театр «Новая опера», Москва                                                       | зелёная ✓        | –                                 | –                             | Марат Гареев (Ленский)                                        | Евгений Колобов        |
| «Игроки 1942» Театр «Санкт-Петербург Опера», Санкт-Петербург                                       | зелёная ✓        | Юрий Александров                  | –                             | –                                                             | –                      |
| «Кармен» Театр «Геликон-опера», Москва                                                             | –                | Дмитрий Бертман                   | Наталья Загоринская (Кармен)  | –                                                             | –                      |
| «Леди Макбет Мценского уезда» Театр оперы и балета, Саратов                                        | зелёная ✓        | –                                 | –                             | –                                                             | Юрий Кочнев            |
| «Парсифаль» Мариинский театр, Санкт-Петербург                                                      | зелёная ✓        | –                                 | –                             | Геннадий Беззубенков (Гурнеманц) • Николай Путилин (Клингзор) | Валерий Гергиев        |
| «Пиковая дама» Театр оперы и балета, Пермь                                                         | зелёная ✓        | Георгий Исаакян                   | –                             | –                                                             | Вадим Мюнстер          |
| «Риголетто» Театр «Санкт-Петербург Опера», Санкт-Петербург                                         | –                | –                                 | –                             | Эдем Умеров (Риголетто)                                       | –                      |
| «Римская идиллия» Театр оперетты, Москва                                                           | –                | –                                 | Лилия Амарфий (Мария)         | –                                                             | –                      |
| «Свадьба Фигаро» Музыкальный театр имени К. С. Станиславского и Вл. И. Немировича-Данченко, Москва | –                | Александр Титель и Игорь Ясулович | –                             | –                                                             | –                      |
| |                  |                                   |                               |                                                               |                        |
| Специальные премии                                                                                 |                  |                                   |                               |                                                               |                        |
| |                  |                                   |                               |                                                               |                        |
| Специальная премия жюри                                                                            | Юрий Кочнев      | Юрий Кочнев                       | Юрий Кочнев                   | Юрий Кочнев                                                   | Юрий Кочнев            |

| Балет                                                                                        | Балет            | Балет                         | Балет                  | Балет                                                  |
| -------------------------------------------------------------------------------------------- | ---------------- | ----------------------------- | ---------------------- | ------------------------------------------------------ |
|                                                                                              |                  |                               |                        |                                                        |
| Спектакль/номинации                                                                          | лучший спектакль | лучшая женская роль           | лучшая мужская роль    | лучшая работа постановщика (балетмейстера/ хореографа) |
|                                                                                              |                  |                               |                        |                                                        |
| «Аввакум… Танц-мистерия» Балет Евгения Панфилова, Пермь                                      | зелёная ✓        | –                             | –                      | Евгений Панфилов                                       |
| «Гойя» Мариинский театр, Санкт-Петербург                                                     | –                | –                             | Фарух Рузиматов (Гойя) | –                                                      |
| «Жизель» Мариинский театр, Санкт-Петербург                                                   | –                | Светлана Захарова (Жизель)    | –                      | –                                                      |
| «Журавлиная песнь» Театр оперы и балета, Уфа                                                 | –                | Татьяна Краснова (Зайтунгуль) | –                      | –                                                      |
| «Прелести маньеризма» «Постмодерн-театр», Москва                                             | зелёная ✓        | –                             | –                      | Алексей Ратманский                                     |
| «Суламифь» Музыкальный театр имени К. С. Станиславского и Вл. И. Немировича-Данченко, Москва | –                | Лилия Мусоварова (Суламифь)   | –                      | –                                                      |

| Куклы                                                      | Куклы            | Куклы                            | Куклы                                    | Куклы                                   |
| ---------------------------------------------------------- | ---------------- | -------------------------------- | ---------------------------------------- | --------------------------------------- |
|                                                            |                  |                                  |                                          |                                         |
| Спектакль/номинации                                        | лучший спектакль | лучшая работа режиссёра          | лучшая работа художника                  | лучшая работа актёра                    |
|                                                            |                  |                                  |                                          |                                         |
| «Болеро» Театр «Святая крепость», Выборг                   | зелёная ✓        | Юрий Лабецкий и Геннадий Шугуров | Алексей Бородин                          | –                                       |
| «Кентервильское привидение» Театр кукол, Ярославль         | зелёная ✓        | Елена Борисова                   | –                                        | –                                       |
| «Король и три его дочери» Театр «Огниво», Мытищи           | зелёная ✓        | Юрий Фридман                     | –                                        | Станислав Железкин • Евгений Бондаренко |
| «Сказка о царе Ироде, или Вертепщик» Театр «Арлекин», Омск | зелёная ✓        | Борис Саламчев                   | Ольга Веревкина и Тамара Лытченко-Меткая | Валерий Исаев                           |

### Лауреаты премии «Золотая маска» 1998 года
В состав жюри вошли: Олег Басилашвили (актёр), Светлана Брагарник (актриса), Святослав Бэлза (музыковед), Михаил Бялик (музыковед), Лев Гительман (искусствовед), Анна Иванова (искусствовед), Рифкат Исрафилов (режиссёр), Елена Карась (театральный критик), Наталья Касаткина (балетмейстер), Валерий Кичин (музыкальный критик), Сергей Коробков (искусствовед), Карина Мелик-Пашаева (искусствовед), Алла Михайлова (искусствовед), Борис Морозов (режиссёр), Олег Пивоваров (искусствовед), Андрей Порватов (искусствовед), Александр Свободин (театральный критик), Инна Соловьёва (искусствовед), Виталий Соломин (актёр), Павел Хомский (режиссёр), Константин Щербаков (театральный критик), Валерий Яковлев (режиссёр).
Церемония награждения прошла 9 марта во МХАТе имени Чехова. Режиссёром церемонии выступил Алексей Бородин. Газета «Коммерсант» написала: «Вечер прошел вполне светски и чуть скучновато, как и положено респектабельному мероприятию. Не было слез счастья и выкриков негодования. И со сцены не повторяли, как год назад, по поводу и без повода обязывающее словосочетание „национальная театральная премия“. Что свидетельствует о том, что „Золотая маска“ действительно может таковой стать.»
Таблица лауреатов составлена на основании официального опубликованного списка награждённых.
Легенда:
     — Лауреаты премий в основных номинациях

     — Лауреаты премий в частных номинациях

 — Премия не присуждалась
| Премия                  | Номинация                                             | Победитель                                 | Произведение (роль)                        | Театр (учреждение)                                                                |
| ----------------------- | ----------------------------------------------------- | ------------------------------------------ | ------------------------------------------ | --------------------------------------------------------------------------------- |
|                         |                                                       |                                            |                                            |                                                                                   |
| Драма                   | Лучший спектакль                                      | «Пьеса без названия»                       | «Пьеса без названия»                       | Малый драматический театр — театр Европы, Санкт-Петербург                         |
| Драма                   | Лучшая работа режиссёра                               | Лев Додин                                  | «Пьеса без названия»                       | Малый драматический театр — театр Европы, Санкт-Петербург                         |
| Драма                   | Лучшая работа художника                               | Юрий Хариков                               | «Бумбараш»                                 | «СамАрт», Самара                                                                  |
| Драма                   | Лучшая женская роль                                   | Надежда Маркина                            | «Пять вечеров» (Тамара)                    | Театр на Малой Бронной, Москва                                                    |
| Драма                   | Лучшая мужская роль                                   | Сергей Юрский                              | «После репетиции»                          | МХАТ им. А. П. Чехова, Москва                                                     |
|                         |                                                       |                                            |                                            |                                                                                   |
| Опера                   | Лучший спектакль                                      | «Евгений Онегин»                           | «Евгений Онегин»                           | «Новая опера», Москва                                                             |
| Опера                   | Лучшая работа режиссёра                               | Дмитрий Бертман                            | «Кармен»                                   | «Геликон-Опера», Москва                                                           |
| Опера                   | Лучшая работа дирижёра                                | Валерий Гергиев                            | «Парсифаль»                                | Мариинский театр, Санкт-Петербург                                                 |
| Опера                   | Лучшая женская роль                                   | Наталья Загоринская                        | «Кармен» (Кармен)                          | «Геликон-Опера», Москва                                                           |
| Опера                   | Лучшая мужская роль                                   | Геннадий Беззубенков                       | «Парсифаль» (Гурнеманц)                    | Мариинский театр, Санкт-Петербург                                                 |
|                         |                                                       |                                            |                                            |                                                                                   |
| Балет                   | Лучший спектакль балета                               | N [ 9 ]                                    | N [ 9 ]                                    | N [ 9 ]                                                                           |
| Балет                   | Лучшая работа постановщика (балетмейстера/хореографа) | N [ 9 ]                                    | N [ 9 ]                                    | N [ 9 ]                                                                           |
| Балет                   | Лучшая женская роль                                   | Лилия Мусоварова                           | «Суламифь» (Суламифь)                      | Музыкальный театр имени К. С. Станиславского и Вл. И. Немировича-Данченко, Москва |
| Балет                   | Лучшая мужская роль                                   | Фарух Рузиматов                            | «Гойя» (Гойя)                              | Мариинский театр, Санкт-Петербург                                                 |
|                         |                                                       |                                            |                                            |                                                                                   |
| Куклы                   | Лучший спектакль                                      | «Сказка о царе Ироде, или Вертепщик»       | «Сказка о царе Ироде, или Вертепщик»       | «Арлекин», Омск                                                                   |
| Куклы                   | Лучшая работа режиссёра                               | N [ 9 ]                                    | N [ 9 ]                                    | N [ 9 ]                                                                           |
| Куклы                   | Лучшая работа художника                               | Ольга Веревкина, Тамара Лытченко-Меткая    | «Сказка о царе Ироде, или Вертепщик»       | «Арлекин», Омск                                                                   |
| Куклы                   | Лучшая актёрская работа                               | Евгений Бондаренко                         | «Король и три его дочери»                  | «Огниво», Мытищи                                                                  |
|                         |                                                       |                                            |                                            |                                                                                   |
| Специальные премии      |                                                       |                                            |                                            |                                                                                   |
|                         |                                                       |                                            |                                            |                                                                                   |
| Специальные премии жюри | Специальная премия жюри                               | Олег Ефремов                               | «Три сестры»                               | МХАТ им. А. П. Чехова, Москва                                                     |
| Специальные премии жюри | Специальная премия жюри                               | Юрий Кочнев                                | «Леди Макбет Мценского уезда»              | Театр оперы и балета, Саратов                                                     |
| Специальные премии жюри | За лучший зарубежный спектакль, показанный в России   | «Гамлет» У. Шекспира                       | «Гамлет» У. Шекспира                       | театр Meno Fortas, Литва                                                          |
| Специальные премии жюри | Приз критики                                          | «Луна для пасынков судьбы»                 | «Луна для пасынков судьбы»                 | Театр на Литейном, Санкт-Петербург                                                |
|                         |                                                       |                                            |                                            |                                                                                   |
| За честь и достоинство  | Михаил Ульянов • Римма Мануковская                    | За поддержку театрального искусства России | За поддержку театрального искусства России | Юрий Лужков, мэр Москвы • Константин Титов, губернатор Самарской области          |